# Wouter Verbraak

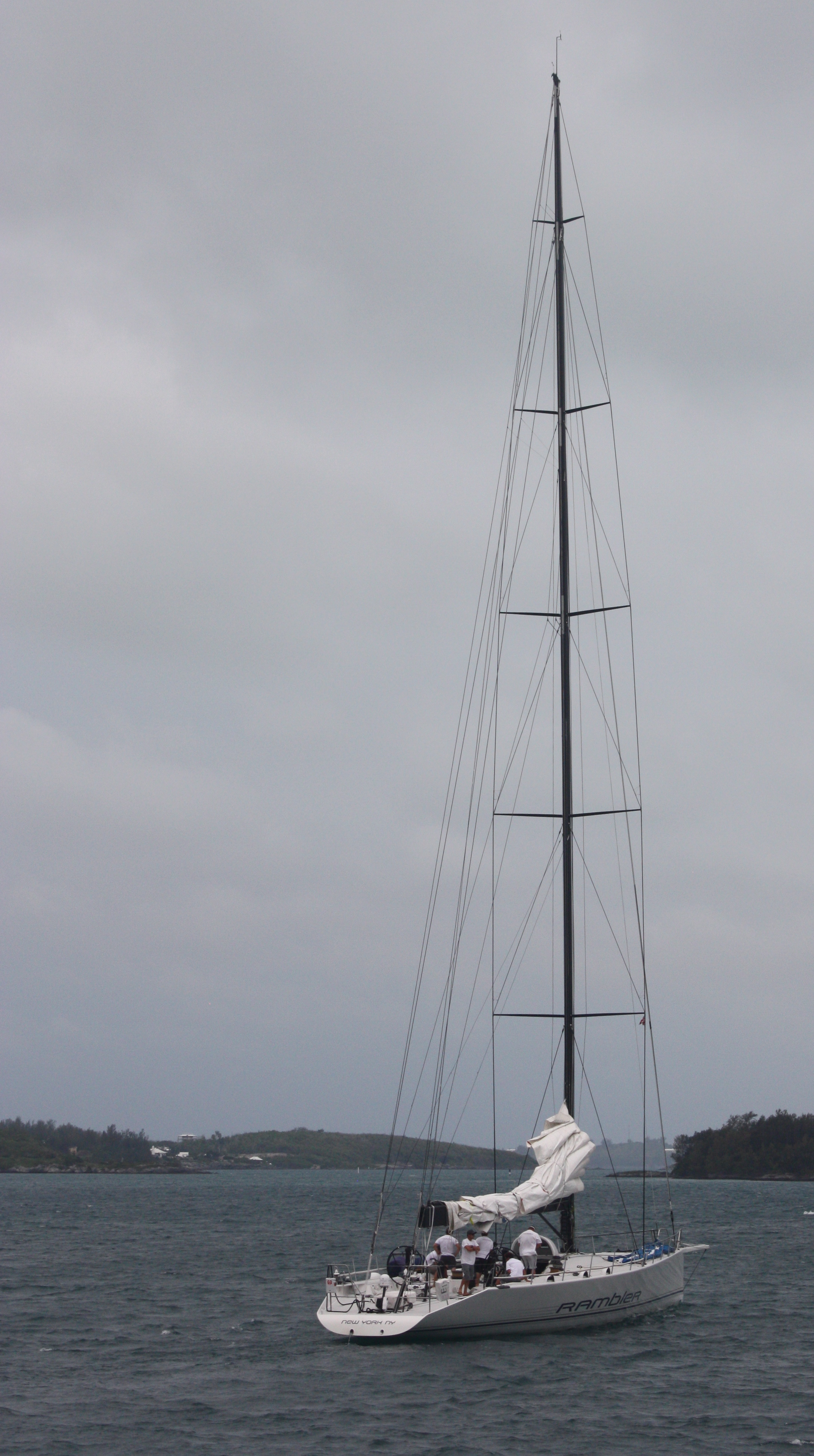
Rambler, het jacht waar Verbraak veel wedstrijden mee won

Wouter Verbraak (Eindhoven, 16 november 1975) is een Nederlands zeiler. Hij studeerde meteorologie aan de Universiteit Utrecht. Hij vaart de meeste wedstrijden als navigator.
In 1999 won Verbraak zijn eerste grote wedstrijd, de Admiral's Cup als lid van het Nederlandse zeilteam. Voor deze overwinning ontving het team de Conny van Rietschoten Trofee. In 2000 won hij de Sydney to Hobart Yacht Race op line honours (snelste tijd) met het Noorse jacht Nicorette.

## Volvo Ocean Race
Kort hierna volgde deelname aan de Volvo Ocean Race 2001-2002 op het Noorse jacht Djuice Dragons, dat de race afsloot met de zesde plaats in het eindklassement. In 2005-06 was hij opnieuw betrokken bij de Volvo Ocean Race, als strateeg van de Pirates of the Caribbean. In 2008-09 voer hij de oceaanwedstrijd als navigator van Team Russia en, nadat dit team zich terugtrok om financiële redenen, van de Green Dragon en de Nederlandse boot Delta Lloyd. Met het laatste jacht eindigde hij als zevende. Verbraak keerde terug in de Volvo Ocean Race 2014-2015 als navigator van het Deense jacht Team Vestas Wind. In de tweede etappe strandde het schip op een rif bij de eilandengroep Cargados Carajos in de Indische Oceaan. Met 22 knopen (circa 40 km/u) botste de boot tegen het rif. Nadien nam Verbraak de schuld op zich voor het stranden van de zeilboot. Vestas besloot later het restant van de race Verbraak niet meer in te zetten.

## Verdere overwinningen
In 2005 voer Verbraak op het Frans-Duitse jacht K-Challenge in de America's Cup. Een jaar later won hij de Audi MedCup met het Nederlandse Mean Machine-zeilteam. Sinds 2007 vaart Verbraak wedstrijden op het Amerikaanse jacht Rambler als navigator en tacticus. Zo won hij met dit jacht in 2007 de Trans-Atlantische HSH Nordbank Blue Race en de Middle Sea Race en in 2009 de Cape to Rio Yacht Race en de Marblehead to Halifax Ocean Race. In 2010 hielp hij het jacht als tacticus aan de overwinning in de Newport Bermuda Race. In 2012 won het jacht de wedstrijd opnieuw met Verbraak als navigator, dit keer in een nieuw record van 39 uren, 39 minuten en 18 seconden.
In 2010-2011 voer Verbraak de Barcelona World Race, een non-stopzeilwedstrijd rond de wereld voor duo's, met Andy Meiklejohn op het jacht Hugo Boss. Hij verving de Brit Alex Thomson, die een blindedarmoperatie moest ondergaan kort vóór de start. Het duo eindigde de wedstrijd als zevende met een tijd van 111 dagen, 10 uren, 49 minuten en 23 seconden.